# Проклятая путаница
«Проклятая путаница» ( итал. Un maledetto imbroglio) — кинофильм 1959 года итальянского актёра и режиссёра Пьетро Джерми. Снят по мотивам романа Карло Эмилио Гадды «Пренеприятнейшее происшествие на улице Мерулана».

## Сюжет
В старинном дворце на площади Фарнезе в Риме происходит кража в квартире коллекционера произведений искусства командора Анзалони. Главный подозреваемый — Диомеде, жених Асунтины, которая работает горничной в соседней квартире у бездетной четы Бандуччи.
А вскоре в соседней квартире происходит убийство: хозяйка квартиры найдена заколотой. Инспектор Ингравалло, виртуоз и мастер своего дела, берётся распутать этот клубок, подозревая, что оба преступления связаны…

## В ролях
- Пьетро Джерми — инспектор Ингравалло
- Клаудиа Кардинале — Ассунтина Яковаччи
- Франко Фабрици — Массимо Вальдарена
- Клаудио Гора — Ремо Бандуччи
- Элеонора Росси Драго — Лилиана Бандуччи
- Кристина Гайони — Вирджиния Караччи
- Саро Урци — детектив Саро
- Нино Кастельнуово — Диомеде Ланчани
- Розолино Буа — священник Розарио Корпи

## Награды
- 1960 — Кинофестиваль в Мар-дель-Плата
  - Лучший режиссёр — Пьетро Джерми
- 1960 — Премия Итальянского национального профсоюза киножурналистов «Серебряная лента» 
  - Лучший сценарий — Эннио Де Кончини, Пьетро Джерми, Альфредо Джаннетти
  - Лучший актёр второго плана — Клаудио Гора